# Hallands Väderö
Hallands Väderö este o arie protejată (arie specială de conservare — SAC, sit de importanță comunitară — SCI, arie de protecție specială avifaunistică — SPA) din Suedia întinsă pe o suprafață de 1.834,4 ha, integral pe uscat.

## Localizare
Centrul sitului Hallands Väderö este situat la coordonatele 56°26′27″N 12°34′02″E / 56.4408°N 12.5673°E.

## Înființare
Situl Hallands Väderö a fost declarat sit de importanță comunitară în iunie 1996 pentru a proteja 19 specii de animale. Alte tipuri de protecție:
- arie de protecție specială avifaunistică (în decembrie 1996)[2]
- arie specială de conservare (în martie 2011)[1][3][4]

## Biodiversitate
Situată în ecoregiunile continentală și marină Atlantică, aria protejată conține 25 de habitate naturale: Mlaștini turboase de tranziție și turbării mișcătoare, Pășuni din zone de pădure fino-scandinave, Dune mobile de-a lungul țărmului cu Ammophila arenaria („dune albe”), Formațiuni ierboase bogate în specii de Nardus, dezvoltate pe substraturi silicioase în zone montane (și în zone submontane, în Europa continentală), Pajiști fino-scandinave uscate până la mezice, bogate în specii de altitudine mică, Vegetație anuală la limita mareei, Recifuri, Păduri acidofile de stejar bătrân cu Quercus robur pe câmpii nisipoase, Păduri de fag Luzulo-Fagetum, Păduri aluvionare cu Alnus glutinosa și Fraxinus excelsior (Alno-Padion, Alnion incanae, Salicion albae), Terase mlăștinoase și terase nisipoase neacoperite de apă la reflux, Bancuri de nisip acoperite în permanență slab de apă marină, Roci stâncoase cu vegetație pionieră de Sedo-Scleranthion sau Sedo albi-Veronicion dillenii, Dune de coastă fixe cu vegetație erbacee („dune gri”), Păduri caducifoliate de mlaștină fino-scandinave, Pajiști uscate europene, Liziere de ierburi înalte hidrofile de câmpie și de nivel montan până la alpin, Pajiști cu Molinia pe soluri calcaroase, turboase sau argilos-nămoloase (Molinion caeruleae), Pășuni atlantice udate de apa mării (Glauco-Puccinellietalia maritimae), Vegetație perenă pe țărmurile stâncoase, Păduri pe pante, grohotișuri și ravene de Tilio-Acerion, Lagune de coastă, Păduri de fag Asperulo-Fagetum, Formațiuni de Juniperus communis pe lande sau pajiști calcaroase, Faleze cu vegetație de pe coastele atlantice și baltice.
La baza desemnării sitului se află mai multe specii protejate:
- păsări (17): Branta leucopsis, erete de stuf (Circus aeruginosus), erete vânăt (Circus cyaneus), lebădă de iarnă (Cygnus cygnus), șoim de iarnă (Falco columbarius), muscar (Ficedula parva), sfrâncioc roșiatic (Lanius collurio), sitar de mal nordic (Limosa lapponica), vultur pescar (Pandion haliaetus), viespar (Pernis apivorus), bătăuș (Philomachus pugnax), ploier auriu (Pluvialis apricaria), chiră mică (Sterna albifrons), chiră de baltă (Sterna hirundo), Sterna paradisaea, chiră de mare (Sterna sandvicensis), fluierar de mlaștină (Tringa glareola)
- mamifere (1): focă obișnuită (Phoca vitulina)
- nevertebrate (1): Osmoderma eremita